# Domaine d'Uda-Matsuyama
Le domaine d'Uda-Matsuyama (宇陀松山藩, Uda-Matsuyama-han) est un domaine féodal japonais de l'époque d'Edo situé dans la province de Yamato, de nos jours Uda, préfecture de Nara. Durant presque toute son histoire, il est dirigé par le clan Oda.
Le domaine est démembré en 1695 quand Oda Nobuyasu, le dernier daimyo, est déplacé au domaine de Tanba-Kaibara et son revenu réduit à 20 000 koku.

## Liste des daimyos
- Clan Fukushima, 1600-1615 (tozama daimyo ; 31 717 koku)

1. Takaharu

- Clan Oda, 1615-1695 (tozama daimyo ; 28 000 koku)

1. Oda Nobukatsu
2. Takanaga
3. Nagayori
4. Nobutake
5. Nobuyasu

## Source de la traduction
- (en) Cet article est partiellement ou en totalité issu de l’article de Wikipédia en anglais intitulé « Uda-Matsuyama Domain » (voir la liste des auteurs).